# نایجل کی ارماتنگ
نایجل کی ارماتنگ (انگلیسی: Nigel Kyeremateng؛ زادهٔ ۲۹ ژانویهٔ ۲۰۰۰) بازیکن فوتبال است.
وی همچنین در تیم ملی فوتبال زیر ۱۶ سال ایتالیا بازی کرده‌است.